# Kaitum kapell
Kaitum kapell är en kyrkobyggnad i byn Kaitum. Den tillhör Gällivare församling i Luleå stift. Kapellet ligger cirka 60 km norr om Gällivare. Några hundra meter bort finns Kaitumälven och Malmbanan som går mellan Luleå och Kiruna.
Kapellet ritades av Jan Thurfjell på initiativ av Andreas Labba och uppfördes 1964 till minne av Dag Hammarskjöld.
Kyrkobyggnaden har den samiska kåtan som förebild och är byggd med en stomme av trä. Taket som sträcker sig ända ned till marken är klätt med spån. Takets "rököppning" är klätt med en plexiglashuv. Innerväggarna är klädda med träpanel och säckväv.
Korfönstret vetter mot väster och fjällvärlden. I kapellet finns en minnesskulptur, föreställande Dag Hammarskjöld.
Intill kapellet står en klockstapel.
I kapellet finns inget permanent instrument.